# Refugio-Museo de Cervantes
El Refugio Antiaéreo de Cervantes es un refugio antiaéreo de la guerra civil española situado junto al parque de Cervantes de la ciudad de Alcoy (Alicante), Comunidad Valenciana. Fue rehabilitado y abierto al público el 12 de abril de 2006.

## Historia
Con motivo de la guerra civil española, se construyeron más de veinticinco refugios por toda la ciudad de Alcoy para protegerse de los bombardeos aéreos llevados a cabo por los aviones Savoia SM 79 de la Aviación Legionaria italiana, que bombardearon Alcoy en siete ocasiones desde el 20 de septiembre de 1938 hasta el 11 de enero de 1939.
El refugio subterráneo tiene una capacidad de 1166 personas y más de 100 metros de longitud. Está compuesto por ocho galerías, en donde se ubicaba la población, comunicadas por dos pasillos laterales. Su superficie  es de 292 m². Posee también cuatro retretes o letrinas, dos lavabos y una habitación para primeros auxilios. 
Se accede al refugio por medio de un largo pasillo en el que se puede contemplar el rótulo original «Es peligroso permanecer aquí», por el peligro a ser alcanzado por una onda expansiva de las bombas.
El refugio se ha musealizado, dedicando cada galería a un tema concreto. El museo recrea datos y fotografías aéreas de los ataques de los bombarderos italianos Savoia 79, que actuaron sobre Alcoy. La exposición dispone de una pantalla interactiva con los objetos militares y una vídeo-proyección con testimonios de personas que vivieron los bombardeos en la ciudad.